# João Paulo di Fábio
João Paulo di Fábio, noto anche solo come Di Fábio (São Carlos, 24 novembre 1979), è un ex calciatore brasiliano con passaporto italiano, di ruolo difensore.

## Carriera
Tra il 2002 e il 2004 ha militato con il Cagliari in Serie B. Nella stagione 2004-2005 ha giocato in Serie C1 con il Como.